# قاچاق‌کند
قاچاق‌کند (به ترکی آذربایجانی: Qaçaqkənd) یک منطقهٔ مسکونی در جمهوری آذربایجان است که در شهرستان نفت‌چاله واقع شده‌است. قاچاق‌کند ۲٬۱۱۰ نفر جمعیت دارد.